# تطوير العقاقير

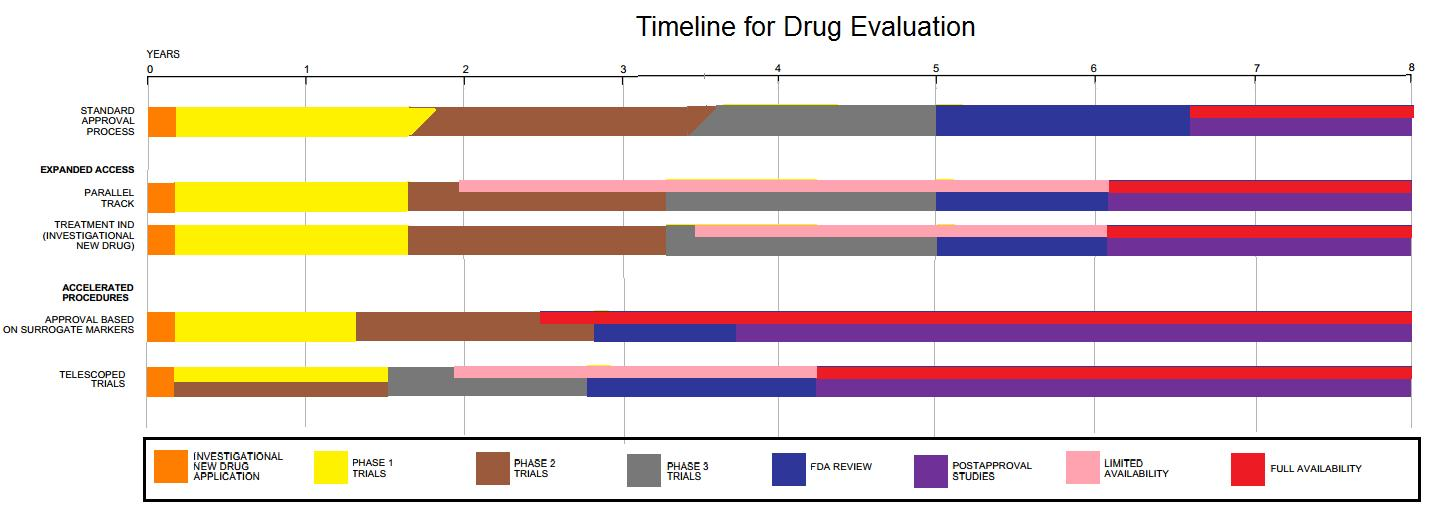
رسم بياني يوضح مسارات الموافقة المختلفة ومراحل البحث

تطوير العقاقير هو مصطلح شامل يستخدم لتحديد العملية برمتها لجلب دواء أو جهاز جديد في السوق. وهو يتضمن اكتشاف المخدرات / تطوير المنتجات والبحوث ما قبل السريرية (الكائنات الدقيقة / حيوانات) والتجارب السريرية (على البشر). قلة من الناس لا تزال تشير إلى تطوير الأدوية والتنمية قبل السريرية فقط.

## اقرأ أيضا
- مركز مراقبة أوبسالا